# Orthorhynchoides viridimetallicus
Orthorhynchoides viridimetallicus is een keversoort uit de familie Belidae. De wetenschappelijke naam van de soort is voor het eerst geldig gepubliceerd in 1901 door Heller.